# 大阪府道177号東高安停車場線
大阪府道177号東高安停車場線（おおさかふどう177ごう ひがしたかやすていしゃじょうせん）は、大阪府八尾市を通る一般府道である。

## 概要
八尾市郡川4丁目から八尾市郡川2丁目に至る。なお、「東高安停車場」とは、近鉄信貴線・近鉄西信貴鋼索線の信貴山口駅の旧名。
本府道が認定されたのは、東高安駅が信貴山口駅へ改称されてから2年後の1959年（昭和34年）。

### 路線データ
- 起点：大阪府八尾市郡川4丁目（近鉄信貴線・近鉄西信貴鋼索線 信貴山口駅前）
- 終点：大阪府八尾市郡川2丁目（郡川交差点、国道170号旧道交点）
- 総延長：835 m

## 地理

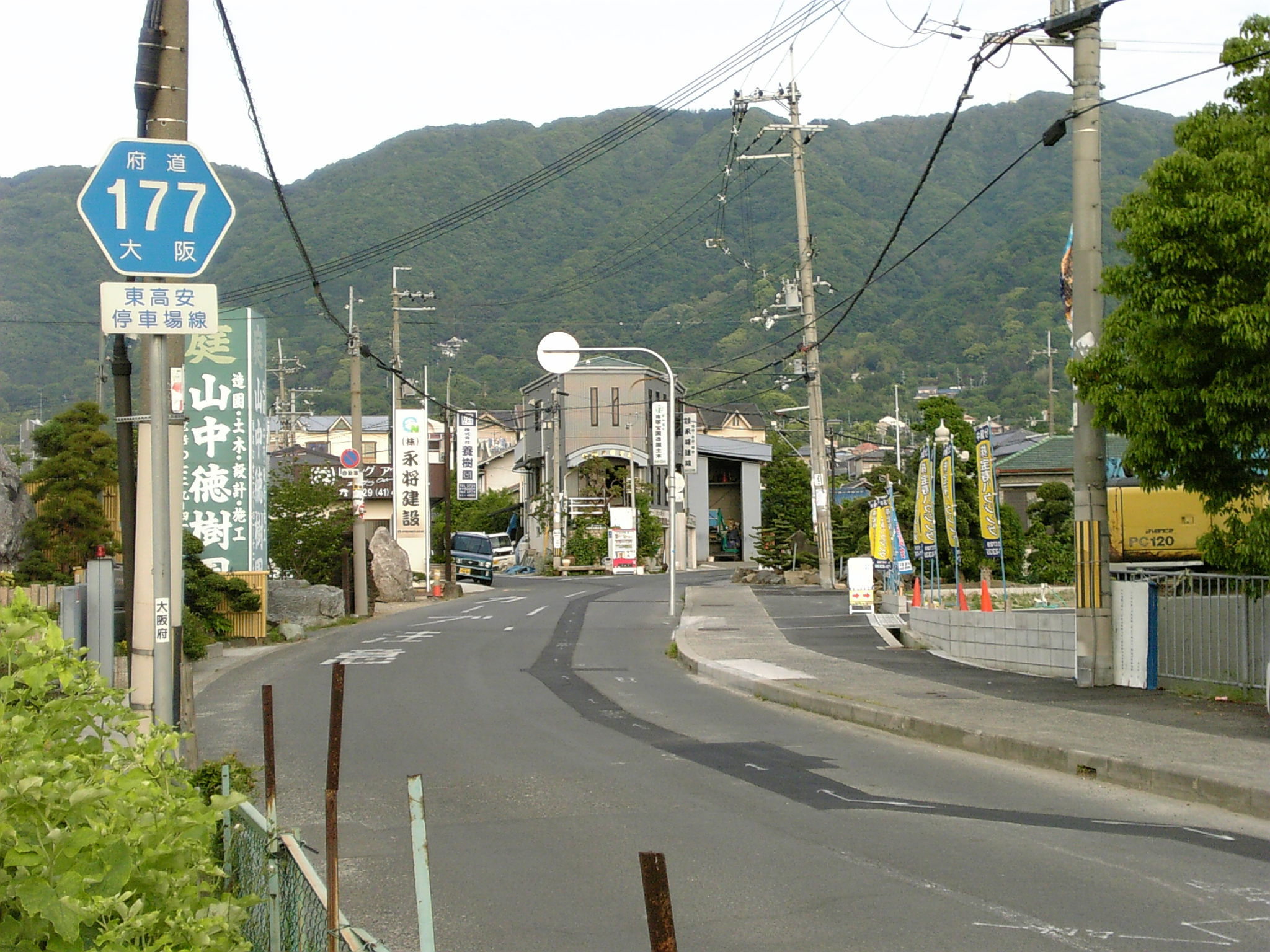
府道東高安停車場線 終点付近
写真右に見えるショベルカーのある位置にかつて「郡川東塚古墳」があったが現在は住宅地となっている。

### 通過する自治体
- 大阪府
  - 八尾市

### 交差する道路
| 交差する道路                                         | 交差する場所 | 交差する場所      |
| ---------------------------------------------------- | ------------ | ----------------- |
| 国道170号 / 旧道 大阪府道20号枚方富田林泉佐野線 重複 | 郡川2丁目    | 郡川交差点 / 終点 |

### 沿線
沿道には造園業者、植木畑が点在する。起点付近は住宅地である。
- 郡川東塚古墳、郡川西塚古墳
- 近鉄信貴線・近鉄西信貴鋼索線 信貴山口駅
- 信貴山・高安山（ケーブルカーおよび近鉄バス乗車、または徒歩）